# Principato vescovile di Lubecca

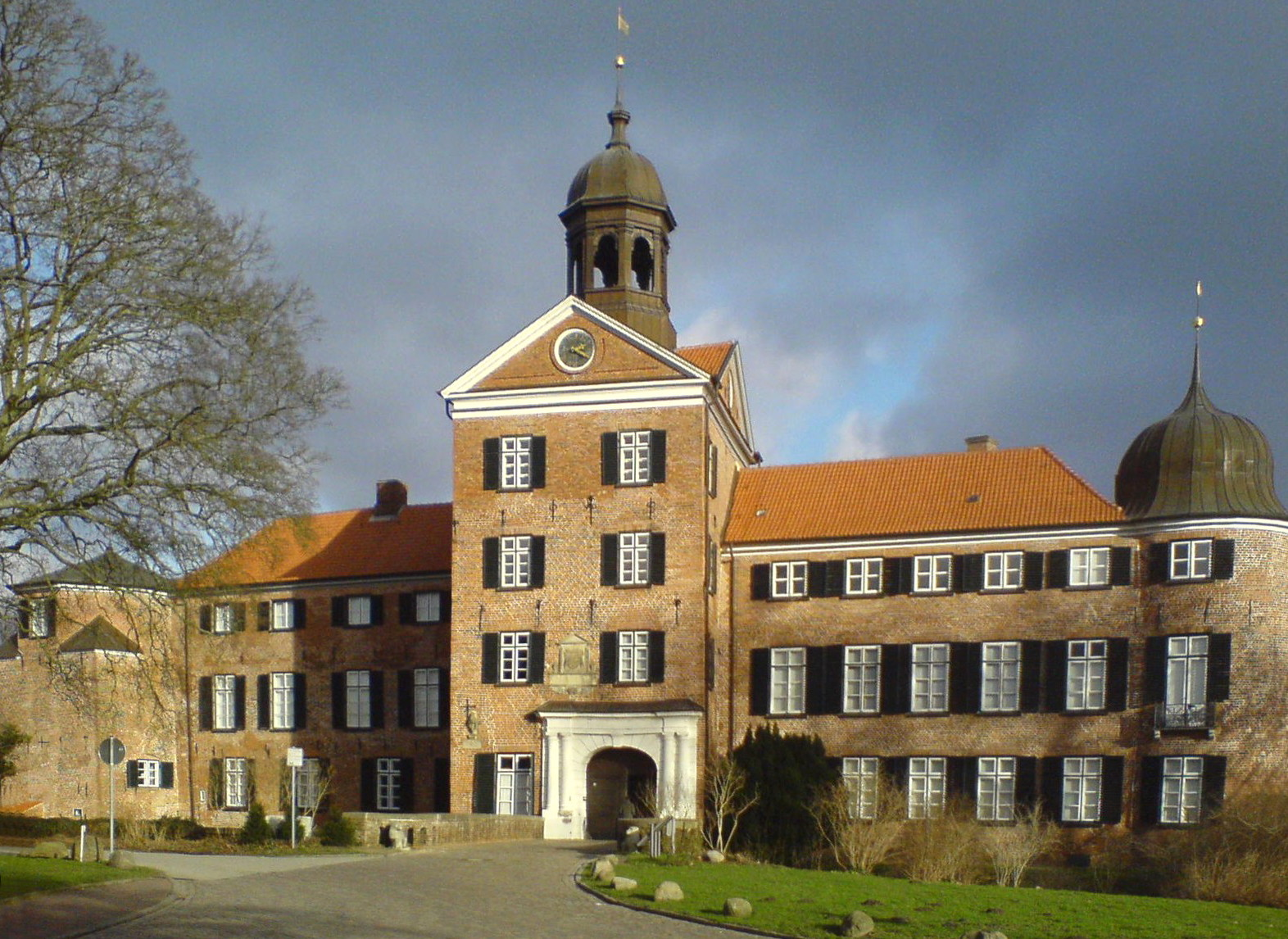
LEutiner Schloss, il palazzo dei principi vescovi di Lubecca a Eutin.

Il Principato vescovile di Lubecca fu uno stato ecclesiastico tedesco inserito nel contesto del Sacro Romano Impero, che persistette nella propria esistenza dal 1180 al 1803. Il territorio del vescovato si estendeva principalmente attorno alla sua capitale Eutin.

## Storia
La diocesi di Oldenburg fu fondata da Ottone I di Sassonia verso la metà del X secolo. La sede vescovile fu trasferita a Lubecca nel 1160 da Enrico il Leone, duca di Sassonia, nel cui territorio si trovava per intero la diocesi di Lubecca.
Quando il ducato di Sassonia fu sciolto nel 1180, i territori di proprietà dei vescovi di Lubecca ottennero l'immediatezza imperiale divenendo così uno stato dell'Impero (Reichsunmittelbar); i vescovi ebbero da questo momento il titolo di principi vescovi; il territorio su cui esercitarono la giurisdizione politica era inferiore a quello della diocesi ed era accentrato soprattutto attorno alla città di Eutin, che dopo il 1226, in seguito all'emancipazione della città di Lubecca, divenne la capitale del principato ecclesiastico e la residenza principale dei vescovi.
I vescovi non si preoccuparono di combattere la riforma protestante e, nel corso del XVI secolo, il vescovato divenne protestante. I vescovi venivano da quel momento eletti dal capitolo della cattedrale locale; dal 1586 tutti i vescovi furono membri della famiglia degli Holstein-Gottorp della casata di Oldenburg. Dopo la Pace di Vestfalia, Lubecca si trovò ad essere l'unico principato a conservare ancora il titolo di "principato vescovile" protestante dell'Impero: mentre le altre diocesi riformate furono sciolte, qui gli equilibri di potere della famiglia Holstein-Gottorp consigliarono di mantenere la sede per eventuali figli cadetti della dinastia. Non fu in ogni caso l'unico principato ecclesiastico protestante dell'Impero, vi furono anche alcune abbazie che continuarono ad esistere, pur diventando luterane, come quelle di Herford e Quedlinburg, anch'esse durate fino al 1803.
Con la Reichsdeputationshauptschluss del 1803, il vescovato venne secolarizzato. Esso divenne il "principato di Lubecca" e venne assegnato al ducato di Oldenburgo, dal momento che il principe-vescovo era all'epoca anche reggente di quello stato. L'area rimase un'exclave di Oldenburg sino al 1937, quando venne assegnata alla Prussia (nella Provincia dello Schleswig-Holstein).

## Lista dei principi vescovi

### Principi vescovi cattolici
- Heinrich von Bruxelles † (1180 - 29 novembre 1182 deceduto)
- Konrad † (maggio 1183 - dopo il 16 novembre 1184 dimesso)
- Dietrich † (4 dicembre 1186 - 23 agosto 1210 deceduto)
- Berthold † (1210 - 15 aprile 1230 deceduto)
- Johannes † (1231 - 8 marzo 1247 deceduto)
- Albert Suerbeer, O.P. † (9 luglio 1247 - 1253 nominato arcivescovo di Riga)
- Johannes von Diest, O.F.M. † (4 marzo 1254 - 1259 deceduto)
- Johannes von Tralau † (1260 - 4 gennaio 1276 deceduto)
- Burkhard von Serkem † (6 gennaio 1276 - 13 marzo 1317 deceduto)
- Heinrich Bochholt † (marzo 1317 - 1º marzo 1341 deceduto)
- Johannes Mul † (21 aprile 1343 - 23 agosto 1350 deceduto)
- Bertram Cremon † (30 novembre 1350 - 6 gennaio 1377 deceduto)
- Nikolaus von Meißen, O.P. † (4 marzo 1377 - 19 marzo 1379 nominato vescovo di Meißen)
- Konrad von Geisenheim † (1379 - 30 maggio 1386 deceduto)
- Johannes von Klenedenst † (1º settembre 1386 - 3 agosto 1387 deceduto)
- Eberhard Attendorn † (10 dicembre 1387 - 21 marzo 1399 deceduto)
- Johannes Dülmen † (14 giugno 1399 - 1º gennaio 1420 deceduto)
- Johannes Schele † (13 marzo 1420 - 8 settembre 1439 deceduto)
- Nikolaus Sachau † (16 gennaio 1441 - 11 ottobre 1449 deceduto)
- Arnold Westphal † (16 gennaio 1450 - 31 gennaio 1466 deceduto)
- Albert Krummendiek † (2 giugno 1466 - 27 ottobre 1489 deceduto)
  - Thomas Grote † (7 febbraio 1490 - 1492 dimesso) (vescovo eletto)
- Dietrich Arndes † (27 febbraio 1492 - 16 agosto 1506 deceduto)
- Wilhelm Westphal † (27 novembre 1506 - 31 dicembre 1509 deceduto)
- Johannes Grimholt † (8 aprile 1510 - 27 maggio 1523 deceduto)
- Heinrich Bockholt † (31 agosto 1523 - 15 marzo 1535 deceduto)[1]
- Detlev von Reventlow † (20 dicembre 1535 - 12 maggio 1536 deceduto)
- Balthasar Rantzau † (22 dicembre 1536 - maggio 1547 deceduto)
- Jodokus Hodfilter † (14 dicembre 1548 - 28 aprile 1551 deceduto)
- Theodor von Rheden † (15 giugno 1551 - 1555 dimesso)
- Andreas von Barby † (1555 - 12 agosto 1559 deceduto)
- Johannes Tiedemann † (29 novembre 1560 - 17 aprile 1561 deceduto)
- Eberhard von Holle † (31 agosto 1562 - 5 luglio 1586 deceduto)

### Principi vescovi protestanti
| Principe-Vescovo                                | dal  | al   | Note                            | Immagine |
| ----------------------------------------------- | ---- | ---- | ------------------------------- | -------- |
| Giovanni Adolfo di Schleswig-Holstein-Gottorp   | 1586 | 1607 |                                 |          |
| Giovanni Federico di Schleswig-Holstein-Gottorp | 1607 | 1634 |                                 |          |
| Giovanni X di Schleswig-Holstein-Gottorp        | 1634 | 1655 |                                 |          |
| Cristiano Alberto di Schleswig-Holstein-Gottorp | 1655 | 1666 |                                 |          |
| Augusto Federico di Schleswig-Holstein-Gottorp  | 1666 | 1705 |                                 |          |
| Cristiano Augusto di Schleswig-Holstein-Gottorp | 1705 | 1726 |                                 |          |
| Carlo di Schleswig-Holstein-Gottorp             | 1726 | 1727 |                                 |          |
| Adolfo Federico di Schleswig-Holstein-Gottorp   | 1727 | 1750 | successivamente re di Svezia    |          |
| Federico Augusto di Oldenburg                   | 1750 | 1785 | nel 1773 duca di Oldenburgo     |          |
| Pietro Federico di Oldenburg                    | 1785 | 1803 | secolarizzazione del Principato |          |